# Répertoire International des Sources Musicales
Das Répertoire International des Sources Musicales (Abkürzung RISM, deutsch Internationales Quellenlexikon der Musik, englisch International Inventory of Musical Sources) ist eine 1952 in Paris gegründete, länderübergreifende und gemeinnützig orientierte Organisation mit dem Ziel, die weltweit überlieferten Quellen zur Musik umfassend zu dokumentieren. Die Organisation ist das größte und einzige global operierende Unternehmen zur Dokumentation schriftlicher musikalischer Quellen.
RISM ist eines der vier bibliografischen Projekte, die von der International Musicological Society und der International Association of Music Libraries, Archives and Documentation Centres gefördert werden. Die anderen sind das 1966 gegründete Répertoire International de Littérature Musicale (RILM), das 1971 gegründete Répertoire international d'iconographie musicale (RIdIM) und das 1980 gegründete Répertoire international de la presse musicale (RIPM).
Die erfassten musikalischen Quellen sind handschriftliche oder gedruckte Noten, Schriften über Musik und Textbücher. Sie werden in Bibliotheken, Archiven, Kirchenarchiven, Schulen und Privatsammlungen aufbewahrt. RISM weist nach, was vorhanden ist und wo es aufbewahrt wird. In der Fachwelt ist RISM als zentrale Nachweisstelle für Quellen der Musik weltweit anerkannt.
Durch die Katalogisierung in einem umfassenden Lexikon werden die musikalischen Überlieferungen einerseits vor Verlust geschützt und andererseits der Musikwissenschaft und ausführenden Musikern zugänglich gemacht.

## Organisation

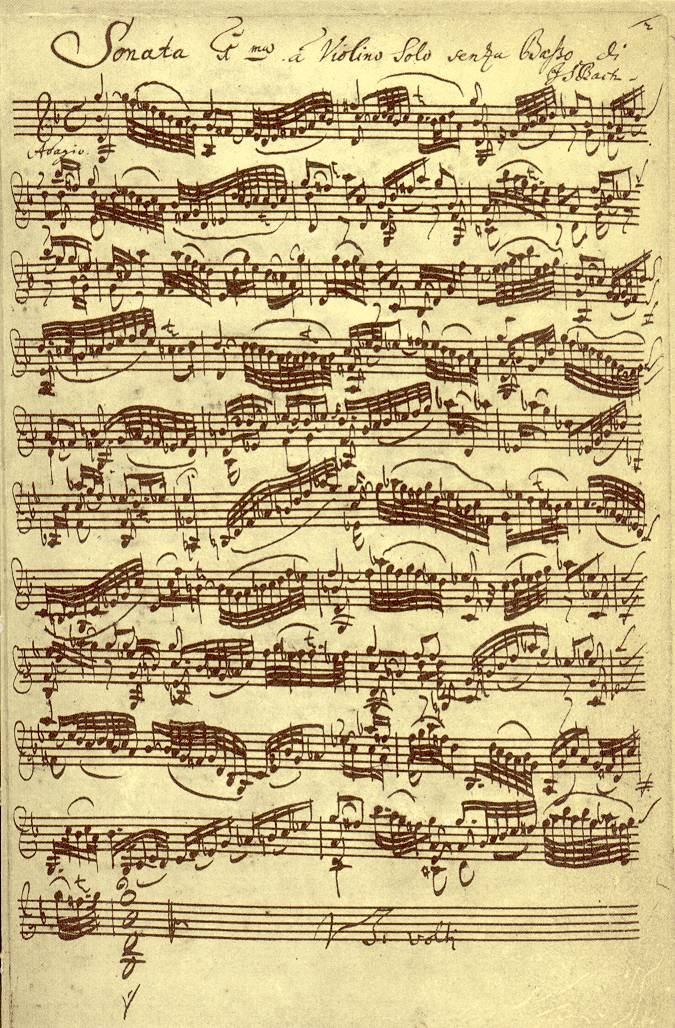
Beispiel für eine autographe Musikhandschrift: Johann Sebastian Bach: Sonate für Violine solo, BWV 1001; Staatsbibliothek zu Berlin

In mehr als 35 Ländern beteiligen sich eine oder mehrere nationale RISM-Arbeitsgruppen an diesem Projekt. Rund 100 Mitarbeiter erfassen und beschreiben die musikalischen Quellen, die in ihren Ländern aufbewahrt werden. Sie nutzen dafür die zentrale Datenbank der RISM-Zentralredaktion in Frankfurt am Main und des RISM Digital Centers in Bern.
Musikalische Quellen in RISM-Publikationen und Mitarbeiter in den aktiven RISM-Arbeitsgruppen umfassen folgende Länder:
- Ägypten
- Afghanistan
- Andorra
- Argentinien
- Aserbaidschan
- Australien
- Belarus
- Belgien
- Bulgarien
- Brasilien
- China
- Dänemark
- Deutschland
- Estland
- Finnland
- Frankreich
- Georgien
- Griechenland
- Hongkong
- Indien
- Indonesien
- Iran
- Irland
- Island
- Israel
- Italien
- Japan
- Kanada
- Kolumbien
- Kroatien
- Lettland
- Libanon
- Litauen
- Luxemburg
- Mexiko
- Neuseeland
- Niederlande
- Norwegen
- Österreich
- Pakistan
- Polen
- Portugal
- Rumänien
- Russland
- Saudi-Arabien
- Schweden
- Schweiz
- Slowakei
- Slowenien
- Spanien
- Südafrika
- Südkorea
- Tadschikistan
- Taiwan
- Tschechien
- Türkei
- Ukraine
- Ungarn
- Uruguay
- Usbekistan
- Vatikanstaat
- Venezuela
- Vereinigte Staaten
- Vereinigtes Königreich

Die RISM-Zentralredaktion sowie die Arbeitsgruppe der Bundesrepublik Deutschland sind ein Projekt der Akademie der Wissenschaften und der Literatur Mainz. Das RISM Digital Center in Bern wird vom Schweizerischen Nationalfonds als Infrastrukturprojekt unterstützt. Die übrigen Arbeitsgruppen werden in den jeweiligen Ländern finanziell getragen.

## Publikationen
Das Hauptaugenmerk von RISM liegt auf der elektronischen Datenbank mit Beschreibungen von Musikquellen aus der ganzen Welt. Darüber hinaus werden in den RISM-Serien, von denen die meisten als Bücher veröffentlicht wurden, die Quellen in verschiedene Gruppen unterteilt.

### RISM-Datenbank
Die RISM-Datenbank kann über zwei kostenlose Online-Ressourcen, den RISM-Katalog und RISM Online, durchsucht werden. Der RISM-Katalog wurde 2010 veröffentlicht und wird durch die Zusammenarbeit zwischen RISM, der Bayerischen Staatsbibliothek und der Staatsbibliothek zu Berlin ermöglicht. RISM Online wurde 2021 vom RISM Digital Center in der Schweiz gestartet.
Von den in der Datenbank beschriebenen musikalischen Quellen (1,4 Millionen, Stand März 2023) sind die meisten Musikhandschriften, während es auch eine beträchtliche Anzahl von gedruckten Ausgaben und kleinere Mengen von Libretti und Traktaten gibt. Der Schwerpunkt der Musikhandschriften liegt auf Material aus der Zeit zwischen 1600 und 1850, obwohl die Datenbank sowohl neuere als auch ältere Handschriften enthält. Bei den Notendrucken liegt der Schwerpunkt auf der Musik, die vor 1945 gedruckt wurde. Die Musik von mehr als 37.000 Komponisten, die in über 900 Bibliotheken aufbewahrt werden, ist in der Datenbank zu finden.

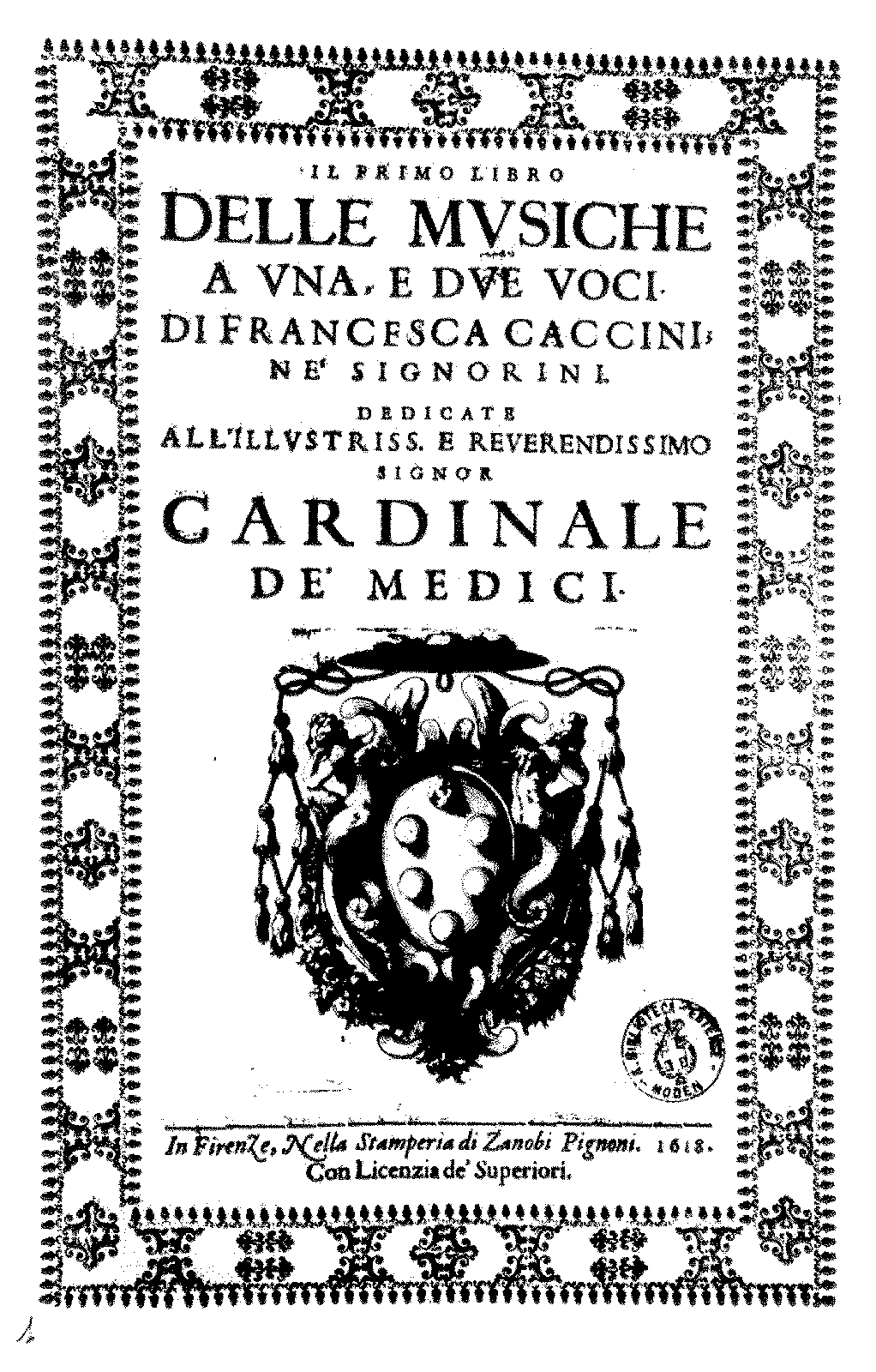
Francesca Caccini: Primo Libro delle Musiche (Florence, 1618).

Die Katalogeinträge beschreiben jedes Werk detailliert nach einem einheitlichen Schema mit mehr als 100 Feldern. Die Informationen umfassen u. a. Angaben zu den Komponisten (mit Lebensdaten), Titel und Besetzung der Kompositionen mit Nachweisen zu deren Verzeichnung in der Fachliteratur.
Die Handschriften selbst werden ausführlich beschrieben im Blick auf deren Schreiber, Herkunft und Entstehungszeit. Zudem wird fast jedes Werk durch Musikincipits, d. h. den Beginn der wichtigsten Stimmen in Notenschrift, eindeutig identifizierbar.
Verschiedene Suchfelder erlauben nicht nur die Recherche nach bestimmten Komponisten, Werktiteln oder musikalischen Besetzungen, sondern auch nach der Herkunft und der Entstehungszeit der Handschriften oder nach anderen Personen wie Textdichtern, Vorbesitzern und Widmungsträgern.
Spezielle Fragestellungen werden durch die gezielte Verknüpfung der Indizes beantwortet. Sämtliche bei RISM verzeichnete Quellennachweise zu den Messkompositionen von Joseph Haydn beispielsweise sind sofort ermittelbar, ebenso wie die autographen Handschriften von Clara Schumann.
Bei der Identifikation eines anonym überlieferten Werkes stellt die Suche nach Musik-Incipits eine Erfolg versprechende Recherchemöglichkeit dar. Dazu gibt der Benutzer über die Computer-Tastatur die Anfangstöne der ihm vorliegenden Komposition ein.
Die Datenbank gibt nicht nur Auskunft über die Verbreitung der Werke heute noch bekannter Komponisten, sondern liefert auch eine Fülle von Informationen über die vielen in ihrer Zeit geschätzten, heute aber wenig bekannten oder vergessenen Tonkünstler. Für die Musikgeschichte stellt die Datenbank daher ein Instrument von unschätzbarem Wert dar und ermöglicht auch der musikalischen Praxis zahlreiche „Ausgrabungen“ und Wiederentdeckungen.
Die Daten des Online-Katalogs sind unter der Creative-Commons-Lizenz als Linked Data und Linked Open Data zur Verwendung in anderen Bibliothekskatalogen, Digital-Humanities-Projekten oder Forschungsprojekten verfügbar.

### RISM Serien
In den ersten Jahren des RISM-Projekts wurde eine Reihe von Publikationen konzipiert, um die Arbeit von RISM zu organisieren und sich auf bestimmte Repertorien zu konzentrieren, von denen die meisten in Buchform veröffentlicht wurden. In den vergangenen Jahren wurden viele, aber nicht alle Informationen aus den RISM-Serien in den Online-Katalog aufgenommen.
Die RISM-Serien sind:
- Serie A: Musikhandschriften und Notendrucke in alphabetischer Reihenfolge nach dem Komponistennamen
- Serie B: Quellenrepertorien nach bestimmten thematischen Schwerpunkten
- Serie C: Musikbibliotheksverzeichnis

 RISM Serie A/I – Notendrucke 
Die RISM Serie A/I Einzeldrucke vor 1800 enthält Individualdrucke, also Notendrucke mit Werken eines einzigen Komponisten aus der Zeit von ca. 1500 bis 1800. Sammeldrucke (Notendrucke mit Werken verschiedener Komponisten) wurden in der RISM Serie B veröffentlicht.
In den neun Bänden der Reihe (1971 bis 1981) werden über 78.000 Musikdrucke von 7.616 Komponisten aus 2.178 Bibliotheken nachgewiesen. Zwischen 1986 und 1999 erschienen vier Supplement-Bände, 2003 folgte ein Registerband mit Verlegern, Druckern, Stechern und Verlagsorten. Alle Bände der RISM Serie A/I sind im Bärenreiter-Verlag Kassel erschienen. Ende 2012 ist eine CD-ROM der Serie A/I im Bärenreiter Verlag erschienen. Die Daten sind 2015 vollständig in den frei zugänglichen Online-Katalog übernommen worden.
 RISM Serie A/II – Musikhandschriften 
Die RISM Serie A/II Musikhandschriften nach 1600 verzeichnet ausschließlich handgeschriebene Noten. Das Projekt war von Anfang an als elektronische Publikation konzipiert und wurde als Mikrofiche und CD-ROM veröffentlicht. Die CD-ROM-Version der kumulierten Datenbank, die vom K. G. Saur in München produziert und veröffentlicht wurde, wurde 2008 eingestellt. Die Abonnementdatenbank, die von EBSCO – (früher von NISC) – gehostet wird, ist noch verfügbar. Die gesamte Serie A/II ist in der Online-Datenbank enthalten.
 RISM Serie B 
Die RISM Serie B bildet eine systematische Reihe, die geschlossene Quellengruppen dokumentiert. Bis heute sind folgende Bände im G. Henle Verlag, München, erschienen (in Klammern folgt gegebenenfalls die Übersetzung der fremdsprachigen Titel ins Deutsche):
- B/I und B/II: Recueils imprimés XVIe–XVIIIe siècles. (2 Bände) (Gedruckte Sammlungen des 16. und 17. Jahrhunderts sowie Gedruckte Sammlungen des 18. Jahrhunderts). B/I ist in der Online-Datenbank enthalten.[9]
- B/III: The Theory of Music from the Carolingian Era up to c. 1500. Descriptive Catalogue of Manuscripts (6 Bände). (Die Musiktheorie der karolingischen Epoche bis etwa 1500. Beschreibender Katalog der Manuskripte)
- B/IV: Handschriften mit mehrstimmiger Musik des 11. bis 16. Jahrhunderts (5 Bände, 1 Supplementband).
- B/V: Tropen- und Sequenzenhandschriften
- B/VI: Écrits imprimés concernant la musique (2 Bände) (Bücher und gedruckte Schriften zur Musik)
- B/VII: Handschriftlich überlieferte Lauten- und Gitarrentabulaturen des 15. bis 18. Jahrhunderts, hrsg. von Wolfgang Boetticher
- B/VIII: Das deutsche Kirchenlied (2 Bände, Kassel: Bärenreiter-Verlag).
- B/IX: Hebrew Sources (2 Bände) (Hebräische Quellen)
- B/X: The Theory of Music in Arabic Writings c. 900–1900 (2 Bände) (Die Musiktheorie in arabischen Schriften von etwa 900–1900)
- B/XI: Ancient Greek Music Theory. A Catalogue Raisonné of Manuscripts (Altgriechische Musiktheorie. Ein kommentiertes Verzeichnis der Manuskripte)
- B/XII: Manuscrits persans concernant la musique. (Persische Manuskripte zur Musik)
- B/XIII: Hymnologica Slavica. Hymnologica Bohemica, Slavica (HBS), Polonica (HP), Sorabica (HS). Notendrucke des 16. bis 18. Jahrhunderts
- B/XIV: Les manuscrits du processionnal (2 Bände) (Die Manuskripte des Prozessionale)
- B/XV: Mehrstimmige Messen in Quellen aus Spanien, Portugal und Lateinamerika, ca. 1490–1630.
- B/XVI: Catalogue raisonné of the Balinese Palm-Leaf Manuscripts with Music Notation
- B/XVII: Die Triosonate: Catalogue Raisonné der gedruckten Quellen

 RISM Serie C 
Die RISM Serie C verzeichnet unter dem Titel Directory of music research libraries in fünf Bänden alle Musikbibliotheken, -archive und Privatsammlungen, die historisches Material aufbewahren. Jede in Serie C beschriebene Institution verfügt über eine Bibliothekssigel: eine Abkürzung zur Identifizierung der Institution, in der sich musikalische Quellen befinden. Das Sigel setzt sich aus Großbuchstaben für das Land, einem Bindestrich, Großbuchstaben für die Stadt und Kleinbuchstaben für den Namen der Institution zusammen. Zum Beispiel bedeutet „I-MOe“ = „Italien-Modena, Biblioteca Estense Universitaria“.
Der 1999 erschienene Sonderband RISM-Bibliothekssigel. Gesamtverzeichnis wurde 2011 durch die Möglichkeit eines Datenbank-Abrufs auf der Website von RISM ersetzt.

## Benutzer der RISM-Publikationen
- Musikwissenschaftler, die Quellen zu ihrem Forschungsgegenstand suchen, etwa um Werkverzeichnisse und Editionen der Notentexte zu erstellen;[11]
- Musiker, die weniger bekannte Werke für ein Konzertprogramm suchen;
- Bibliothekare, die parallele Quellenüberlieferungen zu den Beständen der eigenen Bibliothek recherchieren;
- Studierende, die Primärquellen für eine Studien- oder Hausarbeit konsultieren müssen;
- Musikantiquare, die andere Exemplare der von ihnen angebotenen Musikdrucke nachschlagen.